# Chiesa di San Biagio Vescovo Martire
La chiesa dell' Annunciazione di Maria è la chiesa parrocchiale della Parrocchia di San Biagio, ora unita a quella del Tempio, nel centro storico del comune italiano di Modena nell'omonima provincia. Appartiene al vicariato di Modena-centro storico nell'arcidiocesi di Modena-Nonantola. Il luogo di culto risale al XIV secolo e fu oggetto di importanti lavori nel XVII secolo.

## Storia

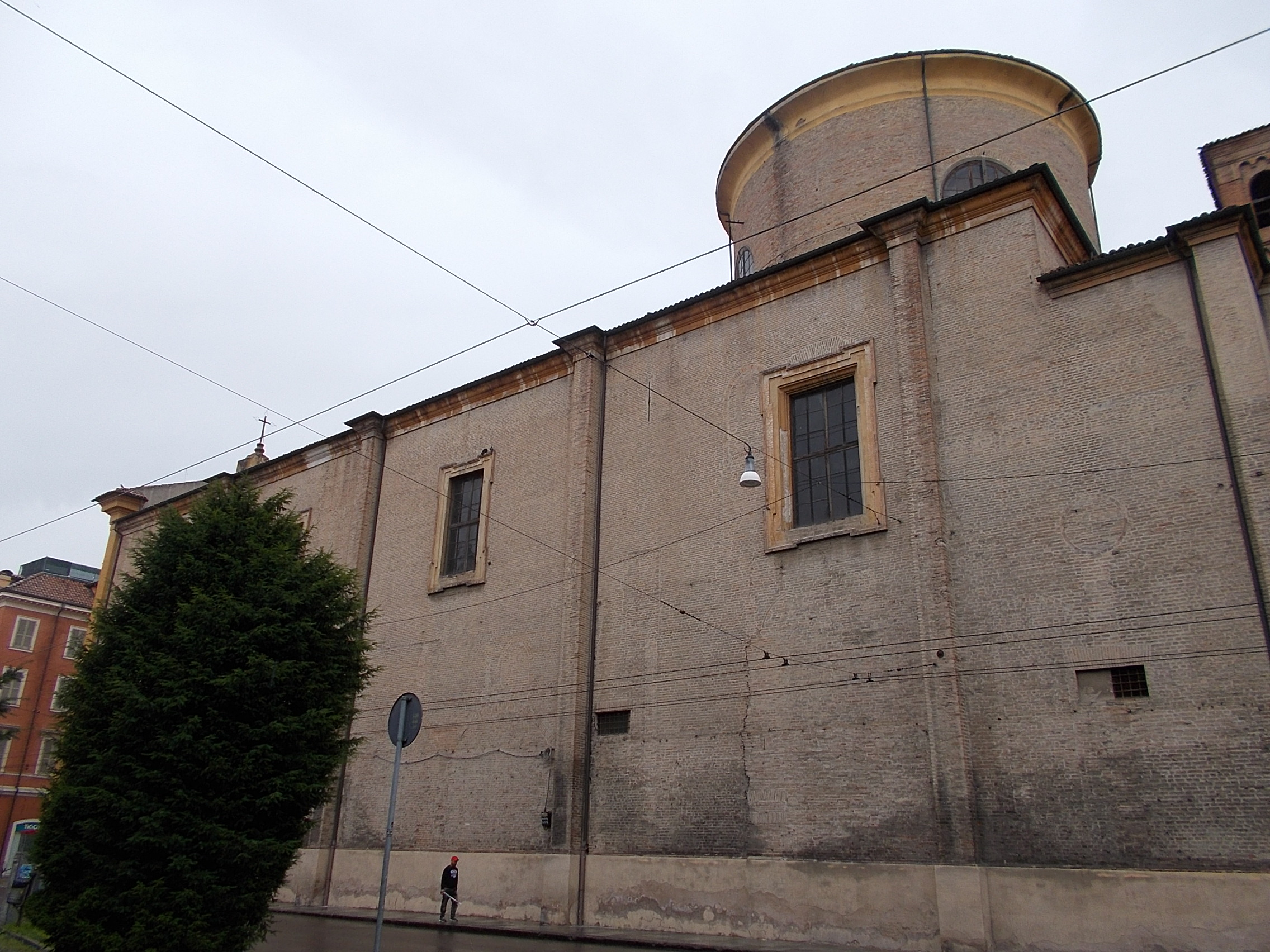
fiancata destra della chiesa con i grandi contrafforti e, in alto, la struttura della cupola

Il luogo di culto cittadino ha origini antiche e viene citato in documenti del XIV secolo quando venne fondato dai padri carmelitani col vicino convento. Come sito scelsero la zona di porta Saliceto posta sulla via Emilia e il terreno rientrava nella parrocchia di San Giovanni evangelista sussidiaria della abbazia di San Pietro Apostolo appartenente ai benedettini  di San Pietro della città. All'inizio sorse un contenzioso tra i benedettini che avevano parrocchia e abbazia e i carmelitani da poco arrivati ma il vescovo fece in modo che, dopo pochi anni di versamento di un compenso ai proprietari del terreno, la questione venisse risolta. La nuova chiesa godette sin dall'inizio del favore e della devozione dei fedeli che iniziarono con le loro donazioni e a scegliere il luogo per la sepoltura di cittadini illustri, tra i quali il medico Jacopino Cagnoli che volle con disposizione testamentaria essere sepolto accanto alla chiesa. Poco più di un secolo dopo, ed entro il 1495, l'intero complesso venne restaurato con importanti interventi in più tempi che portarono ad un ampliamento e ad un arricchimento degli arredi, la sistemazione della cripta sotto il presbiterio, la posa di una nuova pavimentazione e la conclusione dei lavori nel convento. 
Nelle prime decadi del XVI secolo venne edificata la nuova torre campanaria, venne rivista la sala nella parte presbiteriale e anche le cappelle laterali vennero arricchite. Poco dopo venne rivisto ed ampliato il chiostro accanto alla chiesa su disegno di Pietro Barabani di Carpi che nel secolo successsivo fu ristrutturato. La solenne consacrazione fu celebrata il 31 agosto del 1572 alla presenza del vescovo di Modena Sisto Visdomini. I lavori non finirono però con questa celebrazione e anche nel XVII secolo si mise mano alla sistemazione della copertura a volta del coro che era a rischio crollo, venne chiusa la cripta sotto il presbiterio, venne installato nella sala un organo a canne, fu ricostruita la sagrestia e vennero affrescate le volte dei soffitti da Girolamo Curti (detto il Dentone). Alla morte di quest'ultimo i lavori continuarono grazie agli allievi della sua scuola.

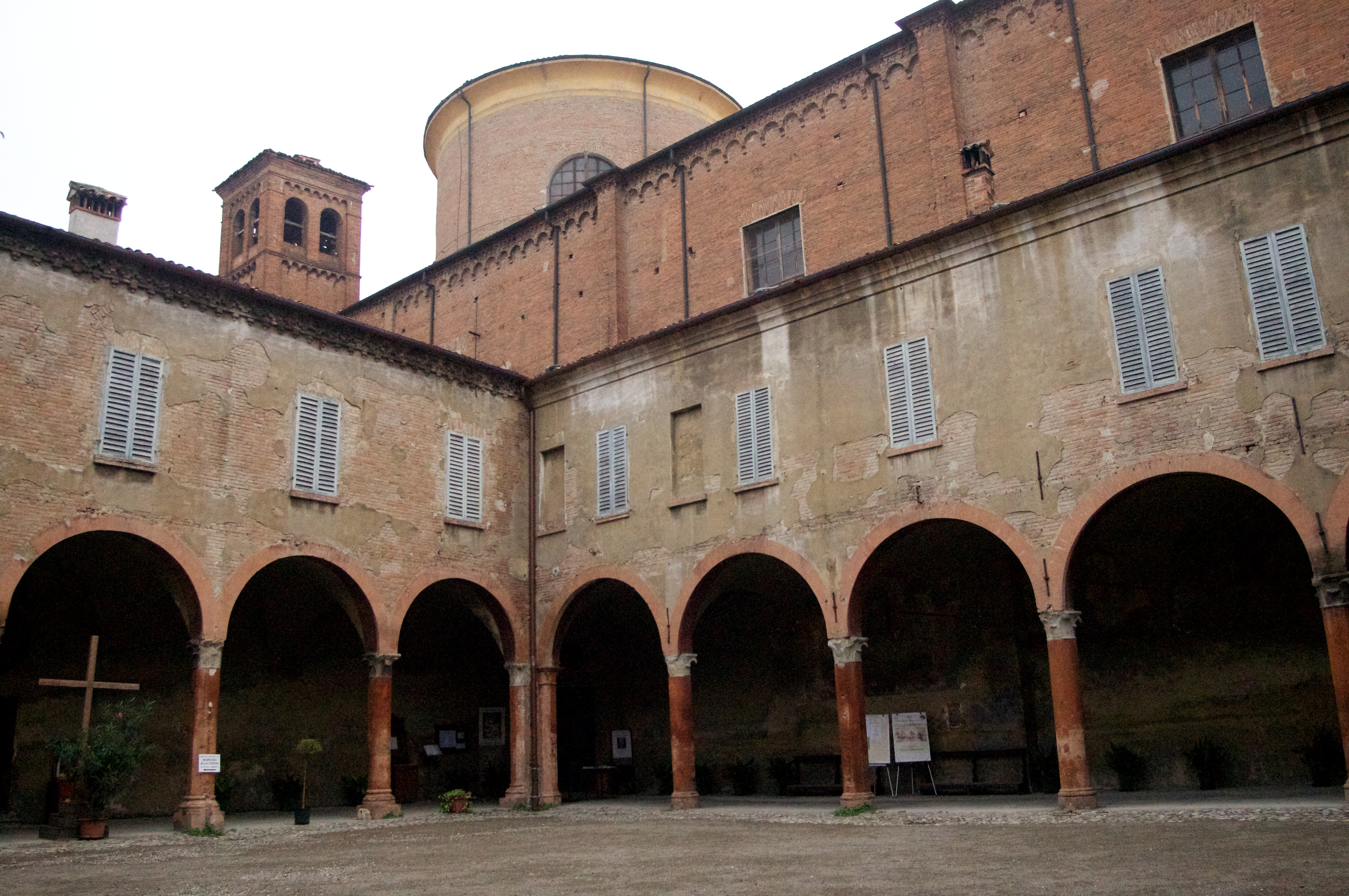
Chiostro della chiesa di San Biagio

Il più importante intervento venne realizzato attorno alla metà del secolo, quando, su disegno di Cristoforo Malagola (detto Galaverna) il luogo di culto venne restaurato con modifiche anche alla facciata entro il 1658. In questo intervento venne riscostruita l'abside, fu realizzata la cupola nella vota della sala e la sala venne arricchita di nuove decorazioni. Mattia Preti affrescò il catino absidale con pitture raffiguranti il Concerto di angeli musicanti, il Paradiso con la Madonna Assunta e gli Evangelisti.
L'altare maggiore ligneo finemente intagliato fu realizzato nel 1660 e gli altri altari poco dopo. Circa un secolo più tardi fu restaurata la facciata durante lavori che interessarono la città di Modena per rendere diritto il tratto urbano della via Emilia. Venne demolita una preesistente chiesa parrocchiale con intitolazione a San Biagio e tale dignità, col vecchio nome, passò alla chiesa dei carmelitani, che divenne così San Biagio nel Carmine. Verso la fine del secolo per volontà del duca Ercole III d'Este il convento carmelitano modenese venne soppresso e i monaci trasferiti a Reggio Emilia. La chiesa rimase e fu sottoposta attorno alla metà del secolo successivo ad un lavoro di restauro importante. I lavori proseguirono anche nel XX secolo con interventi agli altari e alla facciata laterale destra. Durante il terremoto dell'Emilia del 2012 l'edificio ha subito ingenti danni ed è stata necessaria la sua chiusura in attesa di lavori di consolidamento statico che sono durati molto a lungo, sino al 2023, quando la chiesa è stata nuovamente riaperta al culto.

## Descrizione

### Esterni

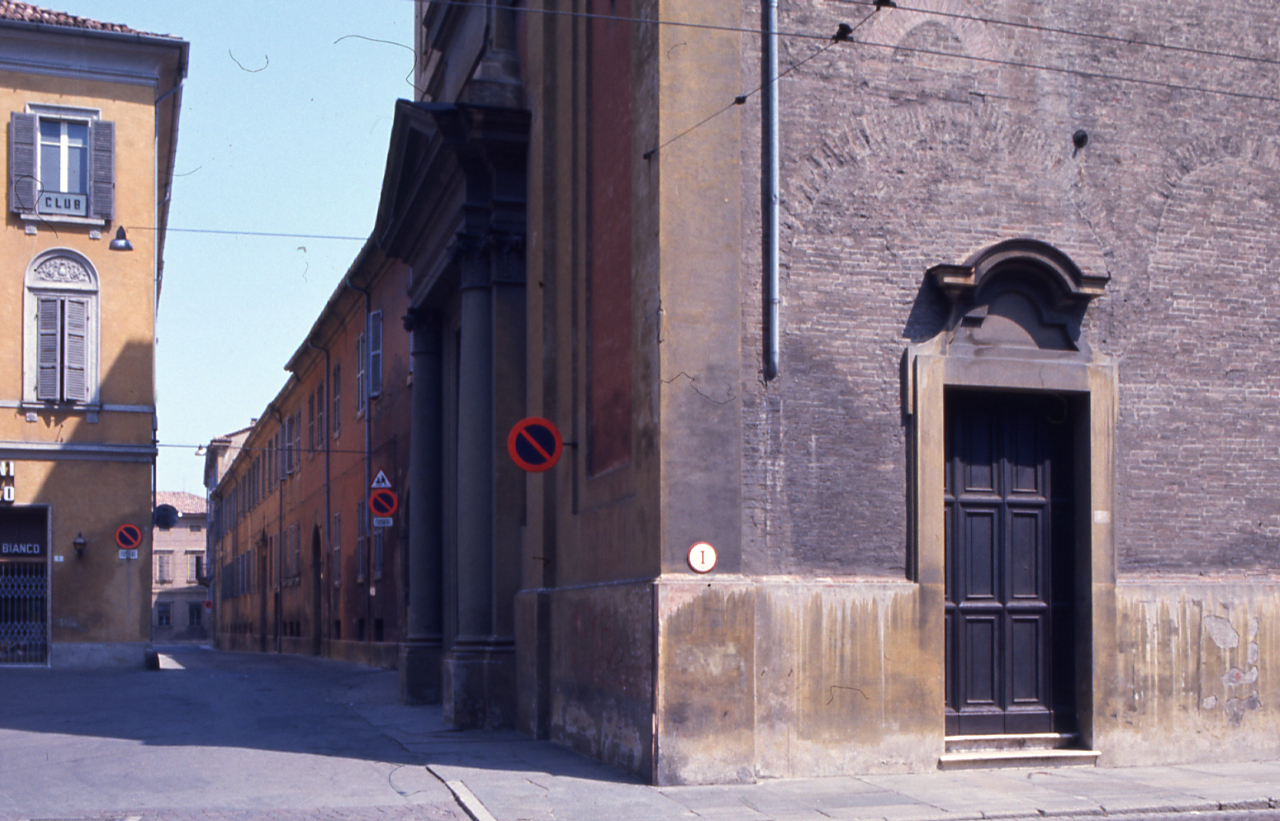
Particolare della facciata laterale destra con un ingresso secondario in un servizio fotografico di Paolo Monti del 1982

La chiesa si trova nel quartiere Albareto di Modena nell'omonima provincia, sulla via Emilia. Mostra orientamento tradizionale verso est. Le parti visibili sono la facciata ed il fianco destro mentre le altre fiancate, nella struttura urbana, sono affiancate all'antico chiostro conventuale e ad altri edifici. La facciata a capanna neoclassica è alta e stretta. Il portale di accesso si presenta incorniciato dal protiro concluso dal timpano triangolare e sormontato in asse da un grande finestrone che porta luce alla sala. La facciata si conclude col grande frontone neoclassico. La fiancata laterale destra è in mattoni in laterizio a vista ed è caratterizzata da grandi contrafforti intervallati da finestre rettangolari con cornice curvilinea. Si conservano le tracce delle antiche arcate in seguito murate.

### Interni

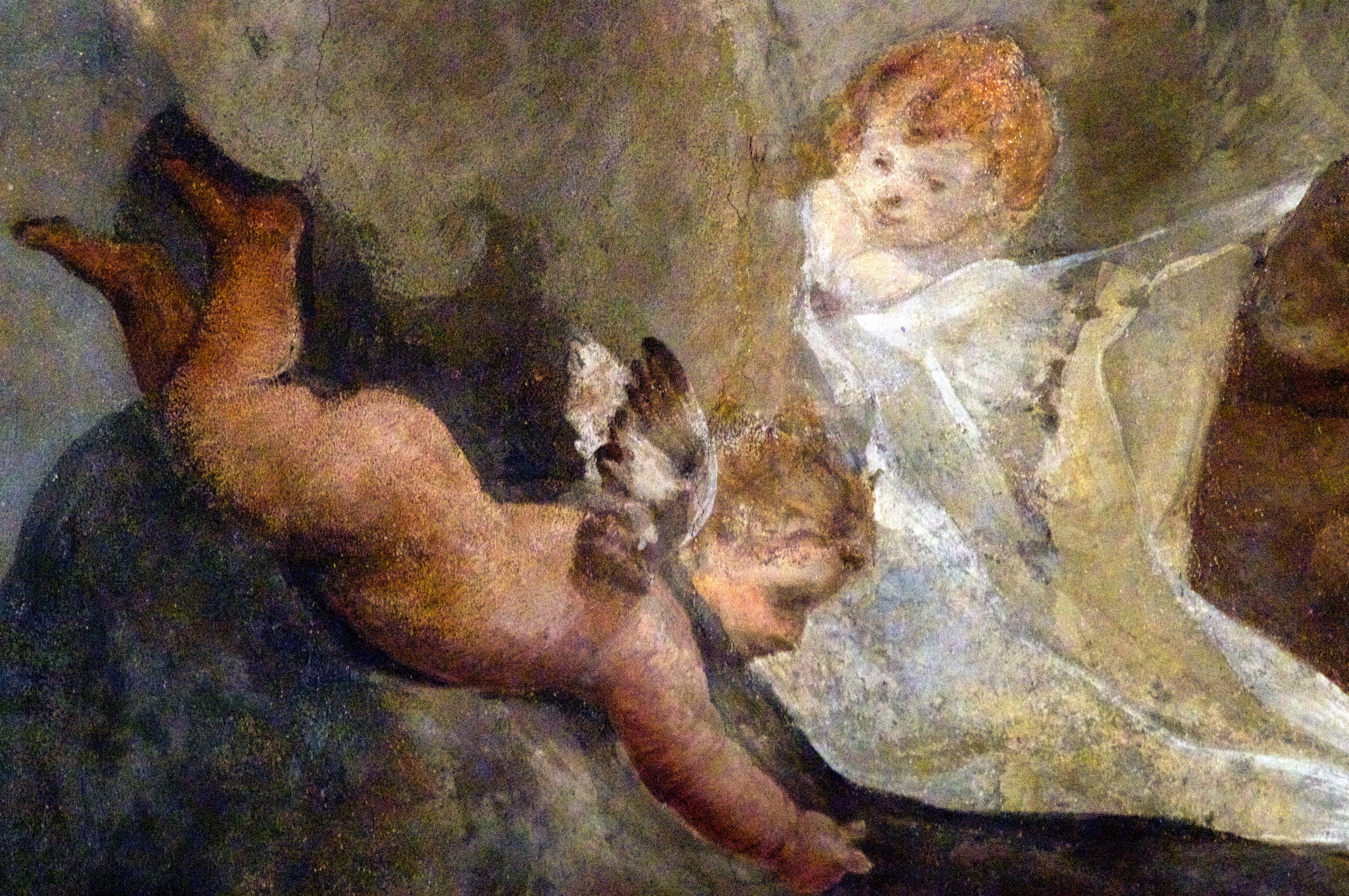
Dettaglio dell'affresco nella sagrestia

La navata interna è unica e sulle pareti laterali sono presenti sei altari per lato posti all'interno di grandi arcate. La copertura della sala è con volta a crociera. Il presbiterio, leggermente rialzato, è racchiuso da colonne e semipilastri che reggono la grande cupola ricca di decorazioni ad affresco realizzate Mattia Preti, che ha dipinto anche il catino absidale. Tutti gli altari, compreso l'altare maggiore sono in legno o in scagliola, con la sola eccezione di quello posto a sinistra nella quinta campata, in marmo. Nella sala e nella segretia sono contenute numerose opere di interesse storico e artistico, tra queste:
- dipinto raffigurante Sant'Alberto di Sicilia che calpesta il demonioattribuito a Dosso Dossi o Gian Gheramo Dalle Catene
- pulpito risalente al XV secolo in marmo rosso veronese
- tela del XIX secolo opera di Beroaldi raffigurante i santi patroni della città Geminiano, Contardo e Omobono.
- dipinto raffigurante San Giuseppe col Bambino e Santa Teresa opera di Giambettino Cignaroli
- dipinto raffigurante Madonna col Bambino opera di Mattia Preti
- dipinto raffigurante Madonna con Bambino in mandorla e San Martino risalente al XIV secolo

Nella sagrestia inoltre armadi in noce e pitture sulla volta attribuite a Girolamo Curti ed altre opere.